# Merwin (Misuri)
Merwin es una villa ubicada en el condado de Bates en el estado estadounidense de Misuri. En el Censo de 2010 tenía una población de 58 habitantes y una densidad poblacional de 152,34 personas por km².

## Geografía
Merwin se encuentra ubicada en las coordenadas 38°24′15″N 94°35′27″O / 38.40417, -94.59083. Según la Oficina del Censo de los Estados Unidos, Merwin tiene una superficie total de 0.38 km², de la cual 0.38 km² corresponden a tierra firme y (0%) 0 km² es agua.

## Demografía
Según el censo de 2010, había 58 personas residiendo en Merwin. La densidad de población era de 152,34 hab./km². De los 58 habitantes, Merwin estaba compuesto por el 96.55% blancos, el 0% eran afroamericanos, el 0% eran amerindios, el 0% eran asiáticos, el 0% eran isleños del Pacífico, el 1.72% eran de otras razas y el 1.72% pertenecían a dos o más razas. Del total de la población el 1.72% eran hispanos o latinos de cualquier raza.